# Чемпіонат світу з гандболу серед жінок
Чемпіонати світу з гандболу 7х7 серед жіночих команд проводяться з 1957. Спочатку у фінальних турнірах світових першостей брали участь 9 команд, з 1973 року їх кількість збільшено до 12, з 1986 — до 16, з 1997 — до 24, з 2021 — до 32. Починаючи з 1993 року, чемпіонати світу серед жінок проводяться регулярно один раз на два роки.

## Призери чемпіонатів світу
| Рік  | Країна-організатор    | Золото         | Срібло         | Бронза         |
| 1957 | Югославія             | Чехословаччина | Угорщина       | Югославія      |
| 1962 | Румунія               | Румунія        | Данія          | Чехословаччина |
| 1965 | ФРН                   | Угорщина       | Югославія      | ФРН            |
| 1971 | Нідерланди            | НДР            | Югославія      | Угорщина       |
| 1973 | Югославія             | Югославія      | Румунія        | СРСР           |
| 1975 | СРСР                  | НДР            | СРСР           | Угорщина       |
| 1978 | Чехословаччина        | НДР            | СРСР           | Угорщина       |
| 1982 | Угорщина              | СРСР           | Угорщина       | Югославія      |
| 1986 | Нідерланди            | СРСР           | Чехословаччина | Норвегія       |
| 1990 | Південна Корея        | СРСР           | Югославія      | НДР            |
| 1993 | Норвегія              | Німеччина      | Данія          | Норвегія       |
| 1995 | Австрія Угорщина      | Південна Корея | Угорщина       | Данія          |
| 1997 | Німеччина             | Данія          | Норвегія       | Німеччина      |
| 1999 | Норвегія Данія        | Норвегія       | Франція        | Австрія        |
| 2001 | Італія                | Росія          | Норвегія       | Югославія      |
| 2003 | Хорватія              | Франція        | Угорщина       | Південна Корея |
| 2005 | Росія                 | Росія          | Румунія        | Угорщина       |
| 2007 | Франція               | Росія          | Норвегія       | Німеччина      |
| 2009 | КНР                   | Росія          | Франція        | Норвегія       |
| 2011 | Бразилія              | Норвегія       | Франція        | Іспанія        |
| 2013 | Сербія                | Бразилія       | Сербія         | Данія          |
| 2015 | Данія                 | Норвегія       | Нідерланди     | Румунія        |
| 2017 | Німеччина             | Франція        | Норвегія       | Нідерланди     |
| 2019 | Японія                | Нідерланди     | Іспанія        | Росія          |
| 2021 | Іспанія               | Норвегія       | Франція        | Данія          |
| 2023 | Данія Норвегія Швеція | Франція        | Норвегія       | Данія          |
| 2025 | Німеччина Нідерланди  |                |                |                |

## Медальний залік
IHF включає лише медалі, здобуті на чемпіонатах, які проходили в приміщенні.
| Місце                | Країна               | Золото | Срібло | Бронза | Загалом |
| -------------------- | -------------------- | ------ | ------ | ------ | ------- |
| 1                    | Норвегія             | 4      | 5      | 3      | 12      |
| 2                    | Росія                | 4      | 0      | 1      | 5       |
| 3                    | Франція              | 3      | 4      | 0      | 7       |
| 4                    | СРСР                 | 3      | 2      | 1      | 6       |
| 5                    | НДР                  | 3      | 0      | 1      | 4       |
| 6                    | Угорщина             | 1      | 4      | 4      | 9       |
| 7                    | Югославія            | 1      | 3      | 3      | 7       |
| 8                    | Данія                | 1      | 2      | 4      | 7       |
| 9                    | Румунія              | 1      | 2      | 1      | 4       |
| 10                   | Нідерланди           | 1      | 1      | 1      | 3       |
| 10                   | Чехословаччина       | 1      | 1      | 1      | 3       |
| 12                   | Німеччина            | 1      | 0      | 2      | 3       |
| 13                   | Південна Корея       | 1      | 0      | 1      | 2       |
| 14                   | Бразилія             | 1      | 0      | 0      | 1       |
| 15                   | Іспанія              | 0      | 1      | 1      | 2       |
| 16                   | Сербія               | 0      | 1      | 0      | 1       |
| 17                   | Австрія              | 0      | 0      | 1      | 1       |
| 17                   | ФРН                  | 0      | 0      | 1      | 1       |
| Загалом (18 збірних) | Загалом (18 збірних) | 26     | 26     | 26     | 78      |

## Чемпіонати світу по гандболу 11х11
| Рік  | Країна-організатор | Золото   | Срібло  | Бронза         |
| 1949 | Угорщина           | Угорщина | Австрія | Чехословаччина |
| 1956 | ФРН                | Румунія  | ФРН     | Угорщина       |
| 1960 | Нідерланди         | Румунія  | Австрія | ФРН            |

IV чемпіонат світу передбачалося провести в 1964 році. У зв'язку з виключенням гандболу 11х11 з програми XVIII Олімпійських ігор (1964) національні федерації не підтримали ідею проведення жіночих чемпіонатів світу з гандболу 11х11, що змусило Міжнародну федерацію гандболу припинити проведення змагань за звання чемпіонок світу з гри на великому полі.